# Stelis molaui
Stelis molaui är en orkidéart som beskrevs av Carlyle August Luer och Endara. Stelis molaui ingår i släktet Stelis och familjen orkidéer. Inga underarter finns listade i Catalogue of Life.